# Cristóbal Ferrer
Cristóbal Ferrer Ferrán (Palma de Mallorca, 17 de diciembre de 1888 - Premiá de Mar, Barcelona, 17 de enero de 1986), fue un maestro español.
Se casó con Antonia Alfaro y tuvo dos hijos, Alberto Ferrer y María Ferrer. Durante su vida se dedicó en la educación y trabajó en varias escuelas de la provincia de Barcelona donde aplicó sus métodos pedagógicos relacionados con la escuela Moderna y el método Montessori. En el año 1936 creó la Escuela Nueva Unificada en Premiá de Mar, motivo por el cual la represión franquista hizo que se exiliara en Burgos durante 3 años y 9 meses separado de su familia. Cuando volvió a Barcelona en 1946 dio clase en San Pedro de Premiá hasta diciembre del 1958, cuando se jubiló. A pesar de su jubilación, él continuó dando clases (principalmente a hijos de antiguos alumnos) y empezó con el coleccionismo. Gracias a sus tareas educacionales y su investigación consiguió multitud de homenajes y recompensas, entre estas, la decisión de dar su nombre al Instituto de Formación Profesional de Premiá de Mar. 

## Biografía

### Orígenes familiares y estudios (1888-1916)
Nació en Palma de Mallorca el 17 de diciembre de 1888, hijo de Genaro Ferrer (natural de Puerto Rico) que era médico cirujano y Antonia Ferrán (natural de Mallorca) y ama de casa.
Vivió sus primeros años en Palma de Mallorca donde cursó estudios Elementales y de Bachiller, al Instituto Nacional de Palma entre los años 1904 - 1908. Desde pequeño había desarrollado un gran interés por el aprendizaje, y esto influenció en su elección de carrera, eligiendo la de maestro. Vivió en Palma de Mallorca hasta los veinte años y a partir del 1909, entró en contradicción con su padre (él quería que Cristóbal fuera cirujano, como el) y es trasladó a Barcelona para continuar con sus estudios.
El 23 de junio de 1915 a la edad de 26 años obtuvo los títulos de Maestro Superior y Bachiller Superior, consiguiendo el título sin repetir ningún curso. Un golpe obtenido se presentó a las oposiciones libres y obtuvo el Magisterio por oposiciones libres el 6 de marzo de 1916, a la primera que lo intentó. 

### Actividad pedagógica hasta la Guerra civil
Su primer destino fue la Escuela Graduada de Caldas de Montbuy donde empezó el curso el 6 de septiembre de 1916 como maestro de los chicos. Allí conoció a Antonia Alfaro, maestra de las chicas, con quienes se casó. Estuvo 3 años en Caldas hasta que en enero de 1920 fue trasladado a la Escuela Graduada de Mollet del Vallés, donde estaría hasta noviembre del mismo año, puesto que al mes de septiembre había empezado a compatibilizarlo con la enseñanza al Colegio Municipal de Segunda Enseñanza de Granollers, donde estaría 2 años hasta agosto de 1922.
En septiembre de aquel año empezaría el curso a la Escuela Unitaria de Teyá, la localidad donde restaría más años, 14, en su carrera. Hasta abril de 1935, en que la dejaría intercambiándose la plaza con Ricardo Puig Freixas, para pasar a ejercer en la Escuela Unitaria de Premiá de Mar.
Durante estos años estará vinculado al movimiento de la escuela moderna ferrerista y a la pedagogía Montessori. Se interesa por la introducción de las nuevas tecnologías de la comunicación en el ámbito educativo. Introducirá por primera vez el inglés en la escuela de Teyá a través del programa para aprenderlo que se transmitía por Radio Asociación de Cataluña. Y será activo a Radio Barcelona en la radiodifusión conferencias instructivas. También se posicionará a favor del cine como elemento educativo en un texto a petición de una encuesta #promover por el diario La Vanguardia. En él defiende que el cine, como el teatro, tiene un efecto psicológico que puede acabar determinando el carácter y tener un efecto educador. Y que este papel educador del cine va más allá de la formación de los niños y adolescentes, puesto que tiene grandes posibilidades reformadoras para los adultos.
En Teyá también impulsó la revista escolar "Lo Gnomo", que escribían y editaban los mismos alumnos.

### El periodo de la Escuela Nueva Unificada
Desde el 1 de mayo de 1936 ejercía como maestro en Premiá de Mar. Después de la sublevación militar el 18 de julio de 1936 y de su posterior derrota en Cataluña, se crea el Consejo de la Escuela Nueva Unificada que agrupa los centros en escuelas coeducativas y gratuitas. El Comité Revolucionario de Premiá de Mar nombra una comisión formada por Francisco Botey y Cisa (CNT), Feliu Vila (Sido Catalán) y José Botey (ERC) que empieza la organización escolar durante el mes de agosto organizando reuniones con los padres y habilitando como locales el edificio abandonado por las Hermanas de las escuelas cristianas y residencias particulares también abandonadas. El curso escolar empieza en octubre y al mes de noviembre la comisión pasa el relevo a la Consejería de Cultura del Ayuntamiento, a cargo de Francisco Botey. Cristóbal Ferrer será uno de los principales responsables de esta escuela y compartirá docencia con otros maestros como Fernando Pellisa, Manuel Riera, José Riera, Fernando Giménez, Mercedes Botey, Mercedes Riera, Agustina Puig, Paquita Jolis y la que hasta entonces había sido maestra de las niñas y que después de la Guerra será la ninguno local de la Sección Femenina de la Falange, Pilar Montardit. En querer reducir el número de alumnos por clase e incorporar nuevas personas para el nuevo enfoque pedagógico hace falta también sufragar más sueldos y gastos que el Estado no cubre y los obreros contribuirán al coste con una peseta mensual a través de su sindicato.
El "Boletín Local de la Escuela Nueva Unificada" será el portavoz de la escuela, se empezará a editar ya en 1936 y Cristóbal Ferrer aportará información, reflexiones y peticiones de implicación de los padres en la tarea de la escuela.

### Destierro en Burgos
Mientras el Ferrer se encuentra inmerso en el proyecto de la Escuela Nueva Unificada se produce la derrota republicana del año 1939 en Cataluña. Cuando las tropas fascistas entran a Premiá de Mar el 27 de enero de 1939 Cristóbal Ferrer no marchó al exilio y es quedó impartiendo sus clases a pesar de la situación. Igualmente, fue denunciado por su conducta y fue condenado a muerte. Por suerte, el alcalde anterior de Premiá de Mar justo acababa de dejar el cargo y en aquel momento José Mesalles se convirtió en el alcalde provisional. Este conocía al maestro y cuando lo vio a las listas de ejecuciones habló con los militares para conseguir reducir su condena exponiendo los motivos por los cuales no tenía que ser muerto y, finalmente, accedieron con la condición de que fuera exiliado durante 5 años. El nuevo consistorio intentó por todos los medios eximir a Cristóbal Ferrer de esta pena. A pesar de los esfuerzos posados en la conmutación de la condena el maestro abandonó la escuela de Premiá de Mar y es trasladó a la provincia de Burgos, dejando a sus hijos y a su mujer Antonia Alfaro viviendo a Premiá donde subsistirán gracias a la escuela de parvularios que fundó ella misma, la cual continuó la tarea pedagógica de Cristóbal Ferrer en su ausencia.
A Quintanilla Cristóbal Ferrer pasará muchas privacitats, alleugerades por la solidaridad de los padres de los alumnos, con un sueldo escaso y atrasos en su cobro. Aunque la pena de exilio fuera de cinco años, Cristóbal Ferrer estuvo tan solo tres años y nuevo meses exiliado a Quintanilla San García. Este era un pequeño pueblo de Burgos en aquel momento muy atrasado y con carencia de recursos que la industrialización había llevado como por ejemplo el ferrocarril. De Premiá de Mar a Quintanilla había unos 600 km de distancia que dificultaban mucho el acceso a su familia en caso de querer visitarlo.
A pesar de estante alejado de su familia, el maestro, aprovechó la oportunidad para conocer a la gente y las suyas costumbres. Este hecho determinó su estancia al pueblecito puesto que gracias a su inteligencia y habilidad como maestro consiguió ganarse el respeto y un buen nombre. Allá era conocido como Don Ferrer y era apreciado tanto como por los alumnos, como por las personas de altos cargos. Él asistía, junto con el alcalde, el cura, el rector y el comandante de la guardia civil, a todos los actos importantes que se daban a Quintanilla San García.

### Regreso a Barcelona

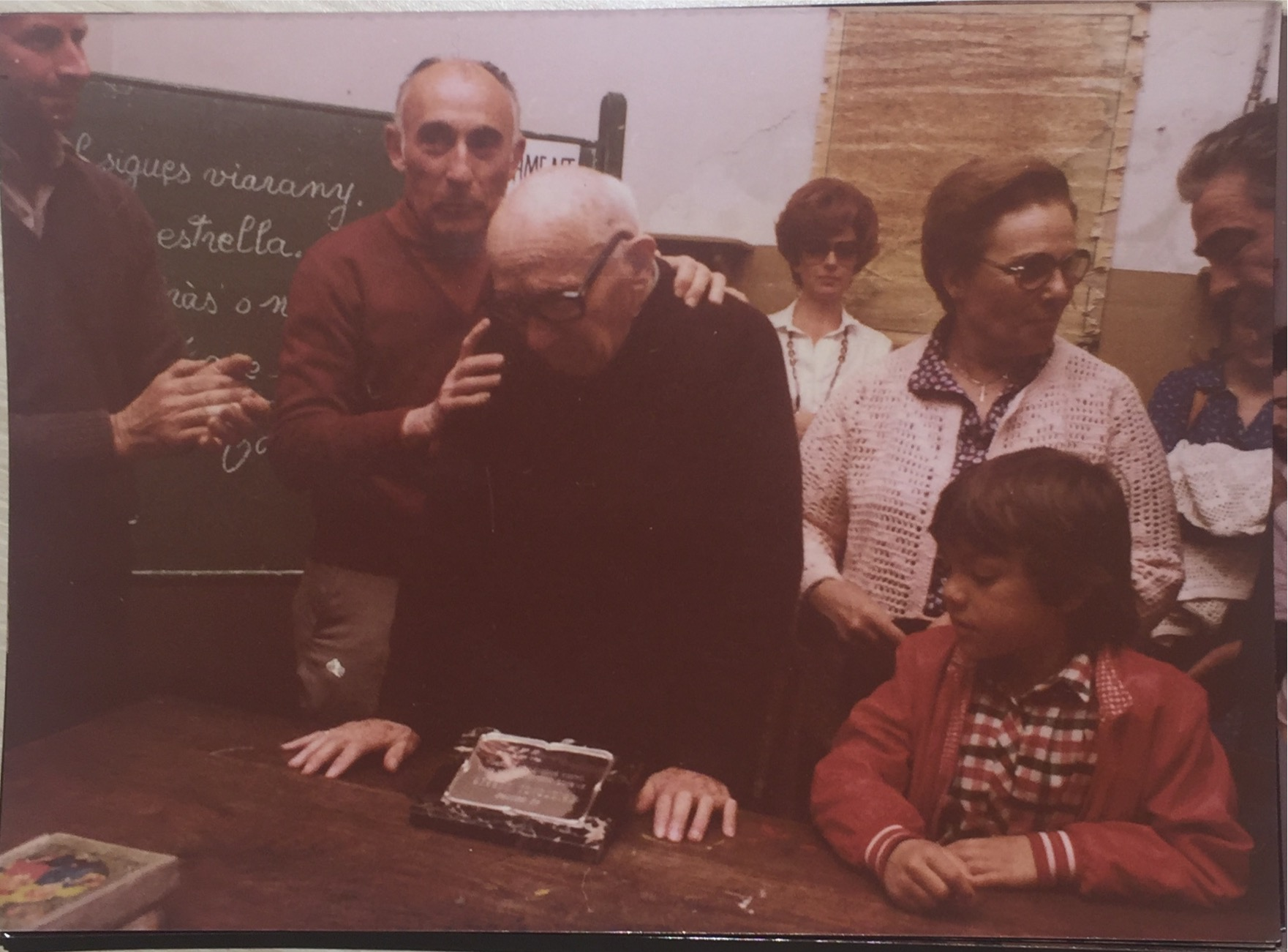
Fotografía hecha en Teyá, 1979.

El año 1946 acaba su destierro y vuelve a Barcelona ejerciendo como maestro de la Escuela Unitaria de San Pedro de Premiá a partir del 18 de marzo de 1946, donde seguirá hasta diciembre de 1958 en que se jubiló, acreditando más de 40 años de actividad docente. En San Pedro de Premiá impulsó el conocimiento del Poblado Ibérico y colaboró en la ordenación del archivo municipal. Después de su jubilación se mantendrá muy activo en la vida cultural y científica de la comarca.
El año 1978 fue nombrado socio de honor de la entidad local Asociación de Estudios Científicos y Culturales (AECC) y el año siguiente se le hizo un homenaje público en Teyá en reconocimiento a su trabajo docente y de investigación. El año 1981 el claustro de profesores con el apoyo de la asociación de padres del Instituto de Formación Profesional de Premiá de Mar decidieron posar su nombre al centro. Ya con 93 años, asistió a su inauguración, donde deseó el mejor por el ensenyança y para el futuro de los jóvenes. El 17 de enero de 1986, con 97 años, murió en Premiá de Mar.

## Vida familiar

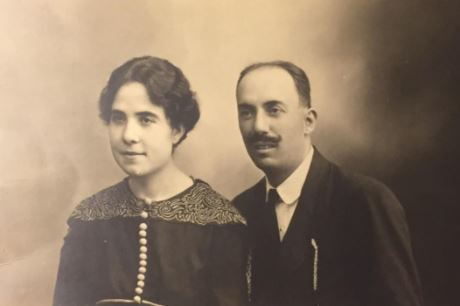
Antonia Alfaro con su marido, 1917.

Cristóbal Ferrer Ferrán, hijo de Genaro Ferrer y de Antonia Ferrán, se casó con Antonia Alfaro (nacida en Filipinas), con la cual tuvo dos hijos: María Ferrer, que se dedicó al profesorado, y Alberto Ferrer, que se dedicó a la estampación textil. Su hijo Alberto Ferrer Alfaro fue su alumno durante todos los años de su propia educación y su hija María Ferrer Alfaro se casó con Ricardo Andiñach y tuvieron dos hijos: Juana Andiñach Ferrer y Antonio Andiñach Ferrer. Este último fue, como su tío, alumno de Cristóbal Ferrer y estableció una fuerte relación puesto que vivió la mayoría de la adolescencia a casa del maestro Ferrer y de Antonia Alfaro.
Los familiares de Cristóbal Ferrer lo recuerdan como una persona increíblemente inteligente, ingeniosa y libertaria, que a pesar de las dificultades que el régimen franquista comportó a su vida y a su desarrollo, siempre tuvo el cabo muy alto ante las malas circunstancias y los problemas. Cristóbal Ferrer vivía con su mujer Antonia Alfaro al actual Gran Vía de Premiá de Mar. Allá se levantaba cada mañana a las 6.00 y es preparaba para dar las clases por la mañana a los alumnos más jóvenes. Después comía y dedicaba un buen rato a estudiar o a leer. Por la noche daba clases a universitarios con edades que iban desde los dieciocho hasta los veintiocho años.
Dedicaba sus ratos libres al coleccionismo e investigación. También tenía un taller donde hacía muebles, electrodomésticos u otros objetos cotidianos. En este mismo taller se donde fabricaba sus propios enseres para enseñar las teorías físicas y químicas al suyos alumnos. Desde bien joven había mostrado mucho de interés por el cine y el teatro los cuales formaban parte de sus aficiones principales (que también implementó a su propia metodología educacional).

## Destinos profesionales
El 6 de marzo de 1916 ingresó al Magisterio por oposiciones libres y fue maestro a las escuelas siguientes:
| Tipo de escuela                        | Localidad                      | Llegada    | Marcha     | Duración          |
| -------------------------------------- | ------------------------------ | ---------- | ---------- | ----------------- |
| Escuela Graduada                       | Caldas de Montbuy, Barcelona   | 6/9/1916   | 31/12/1919 | 3 años y 4 meses  |
| Escuela Graduada                       | Mollet del Vallés, Barcelona   | 1/1/1920   | 4/11/1920  | 10 meses          |
| Colegio Municipal de Segunda Enseñanza | Granollers, Barcelona          | 15/9/1920  | 21/8/1922  | 1 año y 11 meses  |
| Escuela Unitaria                       | Teyá, Barcelona                | 4/9/1922   | 30/4/1935  | 14 años           |
| Escuela Unitaria                       | Premiá de Mar, Barcelona       | 1/5/1935   | ~18/6/1936 | 1 año             |
| Escuela Nueva Unificada                | Premiá de Mar, Barcelona       | ~1/10/1936 | ~27/1/1939 | 2 años y 4 meses  |
| Escuela Unitaria                       | Premiá de Mar, Barcelona       | ~27/1/1939 | ~31-1-1941 | 2 años            |
| Escuela Unitaria                       | Quintanilla San García, Burgos | 1/5/1941   | 28/2/1945  | 3 años y 9 meses  |
| Escuela Unitaria                       | San Pedro de Premiá, Barcelona | 18/3/1946  | 19/12/1958 | 12 años y 9 meses |

## Homenajes y recompensas
Durante la primera mitad del siglo XX los maestros pasaban muchas privacitats debido de al sueldo tanto pequeño que tenían. Para compensarlo a menudo los Ayuntamiento los destinaban suplementos en forma de distinciones y recompensas económicas. Cristóbal Ferrer recibió algunas de estas recompensas además de distinciones y homenajes por su trabajo pedagógico.
| Localidad              | Año  | Recompensa o distinción |
| ---------------------- | ---- | --- |
| Caldas de Montbuy      | 1917 | Recompensa económica |
| Caldas de Montbuy      | 1918 | Acta Laudatoria de la Ilustrísima Inspección de Enseñanza Primaria |
| Teyá                   | 1922 | Acta Laudatoria de la Junta Local |
| Teyá                   | 1923 | Voto de gracias de la Junta Local |
| Teyá                   | 1924 | Acta Laudatoria de la Ilustrísima Inspección |
| Teyá                   | 1924 | Voto de gracias de la Junta Local |
| Teyá                   | 1925 | Acta Laudatoria de la Ilustrísima Inspección |
| Teyá                   | 1925 | Voto de gracias de la Junta Local |
| Teyá                   | 1926 | Voto de gracias de la Junta Local |
| Teyá                   | 1927 | Acta Laudatoria de la Ilustrísima Inspección |
| Teyá                   | 1928 | Voto de gracias de la Junta Local |
| Teyá                   | 1929 | Acta Laudatoria y propuesta de la Ilustrísima Inspección. Prefactura de la Inspección por la Cruz de Isabel II o de Alfonso XII en homenaje público por méritos en la enseñanza. |
| Teyá                   | 1928 | Voto de gracias de la Junta Local y subvención económica del Ayuntamiento |
| Premiá de Mar          | 1939 | Voto de gracias del Ayuntamiento con subvención económica. |
| Premiá de Mar          | 1939 | Certificado de la Ilustrísima Prefactura de la Inspección por haber participado en un Curso de Perfeccionamiento y Orientación Pedagógica                                        |
| Premiá de Mar          | 1940 | Voto de gracias del Ayuntamiento |
| Premiá de Mar          | 1941 | Voto de gracias del Ayuntamiento y subvención económica |
| Quintanilla San García | 1944 | Voto de gracias del Ayuntamiento |
| San Pedro de Premiá    | 1946 | Voto de gracias y subvención económica |
| San Pedro de Premiá    | 1947 | Voto de gracias del Ayuntamiento |
| San Pedro de Premiá    | 1948 | Voto de gracias del Ayuntamiento |
| San Pedro de Premiá    | 1950 | Voto de gracias del Ayuntamiento |
| San Pedro de Premiá    | 1950 | Acta Laudatoria de la Ilustrísima Inspección |
| San Pedro de Premiá    | 1952 | Acta Laudatoria de la Ilustrísima Inspección |
| San Pedro de Premiá    | 1953 | Voto de gracias del Ayuntamiento |
| San Pedro de Premiá    | 1954 | Voto de gracias del Ayuntamiento |
| San Pedro de Premiá    | 1958 | Voto de gracias del Ayuntamiento |
| San Pedro de Premiá    | 1958 | Acta Laudatoria de la Ilustrísima Inspección |
| San Pedro de Premiá    | 1959 | Homenaje público con motivo de su jubilación |
| Premiá de Mar          | 1978 | Nombrado socio de honor de la Asociación de Estudios Científicos y Culturales |
| Teyá                   | 1979 | Homenaje público en reconocimiento a su trabajo docente y de investigación |
| Premiá de Mar          | 1981 | Decisión de dar su nombre al Instituto de Formación Profesional |

## Método de trabajo
Cristóbal Ferrer, a quien alumnos y padres denominaban Señor Ferrer, era muy riguroso a la hora de hacer las clases. Los alumnos se levantaban de sus pupitres cuando el profesor Ferrer entraba y todas las clases que daba, las hacía en catalán, pero, aun así, los libros que utilizaban, y los apuntes que tomaban tenían que ser en castellano. El docente pedía al alumnado de crear una libreta personal de apuntes con todo el que los iba enseñante. Cuando todas las páginas estaban perfectamente acabadas, las hacía encuadernar. Enseñaba todo tipo de asignaturas y para todo tipo de edades, y nos consta que no rehuía las actividades fuera de la escuela, ya estuviera en la playa, la montaña o en varios restos arqueológicos. Procuraba rehuir las metodologías mecánicas y memorísticas que imperaban en aquellos años. Ejerció la docencia con métodos propios y avanzados.
Cristóbal Ferrer desarrolló la metodología Montessori en 1936, junto con el método Ferrerista. Este, creado por el pedagogo Francesc Ferrer y Guardia, tuvo lugar durante la primera mitad del S.xx y promovía una educación basada en la ciencia y el racionalismo, evitando una enseñanza mística o sobrenatural. Este método mujer extrema importancia a la formación moral del niño, por lo tanto, pretende que los programas y los métodos educativos utilizados estén adaptados el máximo posible a la psicología del niño el cual obtiene una educación anticlerical y basada en la solidaridad.
Aplicaba metodologías que los alumnos recuerdan como muy divertidas, como por ejemplo los experimentos de física y química que realizaban en clase. Estos experimentos eran creados por el propio Cristóbal Ferrer, el cual estudiaba su elaboración y llevaba los materiales necesarios para demostrar las teorías físicas o químicas (por ejemplo fabricó un péndulo de Newton para demostrar a sus alumnos como funcionaba la conservación de la energía y de la cantidad de movimiento) y gracias a su conocimiento científico, era capaz de elaborar otros enseres más cotidianos como su propia nevera.  
Cristóbal Ferrer no contaba con clases mixtas. Él se ocupaba de la educación de los chicos mientras que su mujer educaba a las chicas en el mismo edificio. Aun así su clase contaba con chicos de edades muy diversas (entre cinco y catorce años) la cual constaba de setenta y cinco alumnos; divididos en tres categorías y sentados en forma de ‘’U’’. La categoría de la derecha estaba formada por alumnas de cinco, seis y siete años, en medio  es encontraban los chicos de una edad intermedia, de entre siete y once años. Finalmente a los pupitres de la izquierda había el alumnado de más edad los cuales tenían doce, trece y hasta catorce años.El profesor se colocaba en una tabla situada al centre-norte de la ‘’U’’ e impartía las clases a los setenta y cinco mediante dos pizarras situadas al final de cada sucesión de pupitres que cambiaban de contenido según la edad del alumnado.